# Hypericum microlicioides
Hypericum microlicioides är en johannesörtsväxtart som beskrevs av L. B.Smith. Hypericum microlicioides ingår i släktet johannesörter, och familjen johannesörtsväxter. Inga underarter finns listade i Catalogue of Life.